# الخط الزمني للحرب الأهلية السورية (مايو–أغسطس 2016)
هذه المقالة تتعلق بالحرب الأهلية السورية من أيار / مايو إلى آب / أغسطس 2016.

## مايو 2016

### 12 مايو
- مقتل مصطفى بدر الدين، أحد كبار حزب الله، بقصف مدفعي مشتبه به من قبل جماعة سنية مسلحة في مطار دمشق الدولي.[1]
- يقاتل مقاتلو المعارضة، وهم من أحرار الشام وجبهة النصرة التابعة للقاعدة، قرية الزارة العلوية السورية، وخطف العشرات من المدنيين العلويين.[2]

### 23 مايو
- وتفيد وكالة رويترز أن ما يقرب من 150 شخصا قتلوا وأصيب ما لا يقل عن 200 آخرين في سلسلة من السيارات المفخخة والهجمات الانتحارية في مدينتي جبلة وطرطوس في الأراضي الخاضعة لسيطرة الحكومة التي تستضيف القواعد العسكرية الروسية. وتعلن جماعة الدولة الإسلامية في العراق والشام مسؤوليتها.[3][4][5]

### 24 مايو
- ويبدو أن صور الأقمار الصناعية الجديدة من ستراتفور تكشف عن تدمير أربع طائرات هليكوبتر هجومية روسية و 20 شاحنة في قاعدة تياس العسكرية بعد هجوم تم الإبلاغ عنه في الأسبوع الماضي من قبل تنظيم الدولة الإسلامية.[6]
- القوات الديمقراطية السورية المدعومة من قبل الولايات المتحدة، بقيادة القوات الكردية، تطلق عملية للقبض على الرقة، عاصمة تنظيم الدولة الإسلامية في العراق وسوريا بحكم الأمر الواقع. بعد أسبوع واحد من الأكشاك الهجومية.[7][8][9]
- استولى متمردو جبهة النصرة على بلدة دير خبية، جنوب دمشق.[10]

### 27 مايو
- داعش تلتقط قرى كفر كلبين وكالجبرين من قوات المتمردين في شمال حلب، وتقطع خطوط الإمداد باتجاه معقل المار.[11]

### 30 مايو
- الطائرات الروسية تقوم بثماني غارات جوية استهدفت المستشفى الوطني السوري في مدينة إدلب أسفرت عن مقتل ما لا يقل عن 50 شخصا وجرح 250 آخرين. ويعتقد أن 17 من بين القتلى ال 50 هم من الأطفال.[12]

### 31 مايو
- القوات الديمقراطية السورية تستولي على 11 قرية ومزارع من تنظيم الدولة الإسلامية في ريف الرقة الشمالي. وفي الوقت نفسه، يعلن مصدر مؤيد للحكومة عن تقدم الشعيبة نحو مدينة الرقة في سباق للقبض عليه.[13][14]
- طائرات الحكومة السورية تشن غارات كثيفة على المناطق السكنية لشهور في إدلب، مما أسفر عن مقتل أكثر من 30 شخصا وإصابة العشرات.[15]

## يونيو 2016

### 3 يونيو
- قصف من قبل الحكومة السورية في مدينة حلب وحولها قتل 31 مدنيا، بينهم 10 عندما أصيبت الحافلة.[16]

### 4 يونيو
- وتقول وزارة الخارجية الروسية إن الولايات المتحدة طلبت من روسيا عدم حمل ضربات جوية على جبهة النصرة المرتبطة بتنظيم القاعدة لتجنب «تعرض المعارضة المعتدلة» للضرب.[17]

### 5 يونيو
- أسفرت الغارات الجوية التي شنتها الحكومة السورية على حي قاطرجي في حلب عن مقتل تسعة مدنيين، وقتل اثنان آخران، من بينهم طفل، في حي ميسر بالمدينة. ويقتل خمسة مدنيين آخرين في منطقتين أخريين وعلى أطراف المدينة.[18]
- قامت الحكومة السورية والطائرات الروسية بقصف إدلب التي يسيطر عليها المتمردون، مما أدى إلى نشوب حريق في سوق مزدحم في قلب المدينة، مما أدى إلى إصابة أكثر من 30 شخصا، وقتل ما لا يقل عن ثلاثة أشخاص.[15]

### 8 يونيو
- غارات جوية للنظام على وكالة الأطفال التابعة للأمم المتحدة تثير اليونيسف والأطباء في مستشفى الحكيم للأطفال ومستشفى البيان القريب وعيادة عبد الهادي فارس في الجزء الذي يسيطر عليه المتمردون من مدينة حلب محاولة يائسة من قبل الطاقم الطبي للإنقاذ في تسعة أطفال حديثي الولادة وقتل 15 شخصا.[19]

### 9 يونيو
- وتلقت بلدة داريا التي يسيطر عليها المتمردون المحاصرون أول عملية تسليم للأغذية التي تقوم بها الأمم المتحدة منذ عام 2012. وبعد ذلك بقليل، قصفت قوات الأسد البلدة، وأسقطت البراميل المتفجرة العشوائية من طائرات الهليكوبتر حيث تقاسم السكان الطعام. وتدين الولايات المتحدة نظام الاسد متهمة اياه بتفجير مدنيين جوعا بعد ساعات من تلقيه شحنة مساعدات للامم المتحدة. كما تدين فرنسا الغضب، متهمة دمشق ب «ازدواجية غير عادية»، قائلة إن النظام قد منح أخيرا إمكانية الحصول على المساعدات بعد ضغوط دولية ثقيلة «ثم أعيد إطلاق القصف».[20]

### 10 يونيو
- وقد اعترفت القيادة المركزية الأمريكية بان حادث اطلاق النار الودى في اواخر مايو الماضى والذي قصفت فيه الطائرات الأمريكية التي قصفتها خطأ الولايات المتحدة مجموعة متمردة («مصطفى سيجرى»). ووفقا لما ذكره مسؤول، قتل 4 من أفراد داعش عن طريق الخطأ، في حين ادعت مصادر أخرى 10 قتلى.[21]

### 17 يونيو
- روسيا تعلن اختلاط "المعارضة المعتدلة" مع فرع تنظيم القاعدة في سوريا، النصرة تعقيد عملها (مكافحة الإرهاب). "ضربت الغارات الجوية الروسية المتمردين المدعومين من الولايات المتحدة في الماضي وفقا للدفاع لم يكشف عن اسمه وفقا لإعلام غربي.[22]
- وطائرات الهليكوبتر الحكومية تضرب الأحياء السكنية في كاتيرسي وتريك الباب في المناطق التي تسيطر عليها المعارضة في مدينة حلب، مما أسفر عن مقتل 15 مدنيا وإصابة العشرات.[23]
- 352 مقاتلو داعش و 37 مقاتلا من قوات الدفاع الذاتى، فضلا عن ما يقدر ب 78 مدنيا قتلوا في سلسلة من التفجيرات التي نفذها تنظيم داعش لوقف هجوم قوات الدفاع الذاتى على معقل منبج.[24]
- خلال ليلة 17 و 18 حزيران / يونيو، فرض المتمردون الجهاديون بقيادة النصرة سيطرتها الكاملة على قرى كالسا وزيتان وبيرنا في جنوب حلب، على الرغم من أنهم عانوا من خسائر فادحة، بما في ذلك وفاة أحد كبار القادة. وإجمالا، قتل 186 مقاتلا من الجانبين في القتال خلال الأيام الأربعة الماضية، و 100 من المتمردين و 86 من المقاتلين الموالين للحكومة.[25][26][27][28]

### 19 يونيو
- وقد أسفرت الهجمات التي نفذتها البراميل المتفجرة الحكومية في منطقة تبكة في الرقة عن مقتل 10 أشخاص، بينهم نساء وأطفال، وجرح 35 آخرين.[29]

### 26 يونيو
- قصفت الحكومة السورية والضربات الجوية الروسية مدينة القريعة التي تحتلها الدولة الإسلامية في ضواحي دير الزور، مما أسفر عن مقتل 82 شخصا على الأقل، بينهم 58 مدنيا.[30]

## يوليو 2016

### 1 يوليو
- جيش الفتح يلتقط بلدة كنسبا في محافظة اللاذقية من القوات الحكومية.[31]
- ثلاثة من موظفي الحكومة يقتلون عندما تحطم مروحيتهم في الجنوب بالقرب من الأراضي التي يسيطر عليها داعش.[32]
- هجوم حكومي يضرب سوقا مزدحمة في حي طارق الباب في مدينة حلب، مما أسفر عن مقتل 17 شخصا بينهم خمسة أطفال. وفي الوقت نفسه، قتل غارة جوية استهدفت داعش في مجيب 9 مدنيين بينهم 7 أطفال.[32][33]

### 2 يوليو
- يذكر ان قصف قوات عرير السورية الثقيلة على مدينة جايرود التي يسيطر عليها المتمردون اسفر عن مقتل 31 شخصا على الاقل من بينهم اثنان من الطاقم الطبى. وقد أصيب المركز الطبي بالمدينة وأصيب مديرها أمجد الدنف. هجمات أحرار الشام بالقرب من المواقع الحكومية «ردا على قصف الطائرات الحربية لجيرود».[32]
- قتلت امرأتان وطفل في قصف النظام على حي سيف الدولة الذي يسيطر عليه المتمردون في حلب.[32]

### 3 يوليو
- قتل مفجر انتحاري من منظمة قريبة من داعش 7 من قادة المتمردين في بلدة إنخل.[34]

### 4 يوليو
- قتلت الضربات الروسية الليلة الماضية ثلاثة فلسطينيين وأصابت خمسة آخرين على الأقل في مخيم خان الشيح للاجئين، وتضرر العديد من المنازل المدنية، كما كان مركز الخدمات الاجتماعية.[35][36]

### 7 يوليو
- وفي خضم الدعم الجوي الروسي والسوري، استولت قوات النمور على مزارع الملاح التي فرضت النار على طريق كاستيلو. هذا الطريق هو طريق الإمداد الوحيد إلى حلب التي يسيطر عليها المتمردون. ويؤدي القتال العنيف إلى مقتل عدد كبير من الجماعات الإسلامية. هذا جزء من هجوم شمال حلب الذي بدأ في أواخر يونيو / حزيران.[37]

### 10 يوليو
- دعا رئيس فرنسا فرانسوا هولاند إلى القيام بعمل عسكري دولي ضد جبهة النصرة، قائلا: «نحن (التحالف الدولي) يجب أن نتجنب أيضا حالة يصبح فيها داعش أضعف، مجموعات أخرى تصبح أقوى».[38]

### 12 يوليو
- وبما أن ثلاثة أشخاص قتلوا في غارة جوية دمرت المستشفى، فإن الصحفيين والناشطين يتهمون الحكومة السورية وحلفائها بالقصف المتعمد والمتكرر للبنية التحتية مثل المخابز والمستشفيات. ووفقا للشبكة السورية لحقوق الإنسان، تعرضت 80 منشأة طبية في سوريا لهجوم في عام 2016، وأن ما لا يقل عن 81 من العاملين في المجال الطبي قد قتلوا في عام 2016.[39]

### 16 يوليو
- أدت الغارات الجوية الروسية أو السورية على المناطق التي يسيطر عليها المتمردون في مدينة حلب إلى مقتل ما لا يقل عن 25 مدنيا بينهم أطفال. وأصيب مستشفى في حي المعادي، مما أدى إلى إصابة بعض الموظفين والمرضى داخل المستشفى.[40]
- أدت الغارات الجوية الروسية والحكومية على سوريا إلى مقتل أكثر من 50 مدنيا خلال الأيام الثلاثة الماضية، واستهدفت الغارات المخابز والمستشفيات.[40][41][42]

### 17 يوليو
الجيش السوري وحلفاؤه يلتقطون الطريق الوحيد في شرق حلب الذي يسيطر عليه المتمردون، وهو نكسة كبيرة لقوات المعارضة.

### 19 يوليو
- ويذكر المرصد السوري لحقوق الإنسان الذي يتخذ من بريطانيا مقرا له، ان الغارات الجوية التي تشنها قوات التحالف بقيادة الولايات المتحدة على مدينة منبج التي يسيطر عليها تنظيم الدولة الإسلامية في شمال سوريا، قتلت ما لا يقل عن 56 مدنيا بينهم 11 طفلا وجرحت عشرات اخرين. رويترز
- تم القبض على الطيارين الاتراك الذين اسقطوا طائرة سو -24 روسية في تركيا. وفقا لمسؤول تركي على حد سواء تم القبض عليهم على صلة بالانقلاب وليس بسبب إسقاط الطائرة الروسية.[44]

### 20 يوليو
- مقاتلون من حركة نور الدين الزنكي، وهي مجموعة متمردة ممولة من وكالة المخابرات المركزية، يسجلون أنفسهم قطع رأس طفل فلسطيني عمره 12 عاما يدعى عبد الله عيسى. وتعلن وزارة الخارجية الأمريكية أنه إذا كان الفيديو حقيقيا، فإنهم سيتوقفون عن إرسال المساعدات العسكرية الجماعية.[45][46][47]

### 28 يوليو
- القوات الحكومية السورية تكمل حصار حلب. الأسد يعلن عفو لمدة ثلاثة أشهر عن مقاتلي المعارضة الذين يستسلمون ويضعون أسلحتهم.[48][49]
- جماعة النصرة الإسلامية التابعة لجبهة النصرة، تنقسم عن القاعدة وتغير اسمها إلى جبهة فتح الشام.[50]

### 30 يوليو
- روسيا تعلن عن تنفيذ العديد من الممرات الإنسانية للمدنيين للهروب من المناطق التي يسيطر عليها المتمردون في حلب باتجاه الأراضي الحكومية قبل الهجوم السوري السوري المخطط له. كما قدمت الحكومة السورية عفوا لمقاتلي المعارضة الذين سيستسلمون.[48][51]

## أغسطس 2016

### 1 أغسطس
- هبطت مروحية روسية، مما أسفر عن مقتل جميع الخمسة على متنها. إنها أسوأ حادث واحد لروسيا منذ دخولها الحرب الأهلية. تم تصوير متمردي إدلب لتدنيس جثث طاقم الطائرة المروحية التي ترسم ملابسهم الرسمية، وتبين حطام الطائرة ميل مي -8.[52][53]

### 2 أغسطس
- هجوم كلوري واضح من قبل القوات الحكومية يضرب سراقب في محافظة إدلب. أصيب حوالي ثلاثين شخصا. موقع الهجوم بالقرب من حيث هبطت المروحية الروسية، على الرغم من أنه ليس من الواضح ما إذا كان هذا من قبيل الصدفة.[54]

### 3 أغسطس
- الجماعة الجهادية تنقسم جبهة أسالة والتنمية من الجيش السوري الجديد المدعوم من الولايات المتحدة، على الرغم من أنها تقول أنها ستواصل محاربة تنظيم الدولة الإسلامية في شرق سوريا.[48]

### 10 أغسطس
- وتحدث عن هجوم انتقامي كيميائي مزعوم من قبل القوات الحكومية في حي الزبدية في حلب التي يسيطر عليها المتمردون؛ قتل ثلاثة أو أربعة أشخاص.[55]

### 14 أغسطس
- وقد أدى الهجوم الانتحاري الذي أسفر عن مقتل أكثر من 50 مقاتلا من المتمردين على معبر عتم السوري مع تركيا (56)، إلى مقتل أكثر من 50 متمردا وجرح جنود من الجيش التركي.[56][57]

### 17 أغسطس
بعد الاستيلاء على معظم مشروع الإسكان في الحمدانية 1070، اقتحمت القوات الحكومية أيضا القاعدة التقنية للقوات الجوية. القائد السابق للقاعدة العميد. الجنرال ديب بازي قتل عندما قاد الهجوم. واستمر القتال في الأكاديمية في أوائل سبتمبر / أيلول، عندما قامت القوات المؤيدة للحكومة في 4 أيلول / سبتمبر بإطاحة المدافعين عن المتمردين واستولت على المجمع بأكمله. وهكذا، أعادت القوات الحكومية حصار المناطق التي يسيطر عليها المتمردون في حلب.

### 26 أغسطس
- يستسلم مقاتلون متمردون من داريا مواقفهم لقوات الجيش تكريما لاتفاق منحهم المرور إلى محافظة إدلب. ويسمح لأكثر من 700 مقاتل وأسرهم بمغادرة داريا من قبل قوات الحكومة السورية.[64]

### 30 أغسطس
- جند الأقصى وجيش العزة والجيش السوري الحر استولوا على بلدة سوران وعدد من القرى في محيط محافظة حماه الشمالية من القوات الحكومية.[65][66]